# Кински, Радслав
Радслав Кински (полное имя граф Радслав Георг Франц Мария Йозеф Кински из Вхиниц и Тетова, чеш. Radslav Georg Franz Maria Joseph Kinský z Vchynic a Tetova; 14 июня 1928, Кнежички, ныне район Нимбурк, Чехия — 12 октября 2008, Ждяр-над-Сазавоу) — чешский аристократ и французский учёный-иммунолог, а также актёр.

## Биография
Сын графа Зденко Радслава Кински (1896—1975) и графини Элеоноры, урождённой фон Клам-Галлас (1887—1967); по линии матери — правнук австрийского военачальника Эдуарда Клам-Галласа. Графиня Элеонора первым браком была замужем за графом Карлом Шварценбергом (1886—1914), в силу чего Радслав Кински приходился дядей по матери их внуку — министру иностранных дел Чехии Карелу Шварценбергу.
Графы Кински были лишены имущества и дворянства в 1948 году в ходе социалистических преобразований в Чехословакии. Родители Радслава Кински покинули страну, однако Радслав остался, служил по призыву в армии и работал на национализированном конезаводе в городе Хлумец-над-Цидлиноу. В 1953 году сыграл эпизодическую роль военного курьера в историческом фильме Вацлава Кршки «Молодые годы». Затем получил ветеринарное образование в Высшей сельскохозяйственной школе в Брно (1953—1957). В 1957—1958 годах — научный сотрудник отдела экспериментальной биологии и генетики Биологического института АН ЧССР.
В 1958 году, выехав во Францию для участия в научной конференции, принял решение не возвращаться в Чехословакию. В том же году женился на грузинской княжне Тамаре Амилахвари (1935—2019), дочери Дмитрия Амилахвари, в дальнейшем сотруднице Международного агентства по атомной энергии. На протяжении 30 лет работал во Франции иммунологом, особенно в области репродуктивной и трансплантационной иммунологии. С 1960 года — научный сотрудник Национального института здоровья и медицинских исследований. Работал также в больнице Антуана Боклера в Кламаре, некоторое время участвовал в исследованиях Авриона Митчисона в Эдинбурге. В 1973—2004 годах был вторым приором парижского отделения Ордена Святого Лазаря.
В 1990 году вернулся в Чехословакию. В 1992—1993 годах в результате реституции роду Кинских было возвращено наследственное имущество, конфискованное ещё немцами, поскольку граф Зденко в 1938—1939 годах публично выступал в поддержку независимости и территориальной целостности Чехословакии. При этом замок Карлова Коруна отошёл его старшему брату Вацлаву Норберту Кински (1924—2008), а сам Радслав Кински получил замок в городе Ждяр-над-Сазавоу и обширное имение вокруг него. До конца жизни активно занимался восстановительными работами. В 1990—2000-е годы сыграл ряд эпизодических ролей в кино и на телевидении, в том числе в фильмах Отара Иоселиани «Утро понедельника» (2002) и «Сады осенью» (2006).